# Барним VI
Барним VI (род. около 1365—1372 — умер 22 или 23 сентября 1405) — герцог Померании-Вольгаста (1394—1405).

## Биография
Представитель династии Грифичей. Старший сын Вартислава VI (Одноглазого) (1346—1394), герцога Вольгастского, Рюгенского и Бартского, и Анны Мекленбург-Старгардской.
В июне 1394 года после смерти своего отца Вартислава VI Барним VI стал управлять герцогством Вольгастским. Его политика, в частности, была направлена против своих же городов, с которыми герцог часто находился в спорных отношениях. Барним Вольгастский оказывал частую военную помощь своему двоюродному брату Эрику Померанскому, королю Швеции, Дании и Норвегии.
По соглашению между городским советом и мещанами, который завершил конфликт, герцог Барним Вольгастский вместе с Маргаритой, королевой Дании, Швеции и Норвегии, боролся против Ганзейского союза, выступавшего против пиратства на Балтийском море. По данным современных исследователей, герцог Барним Вольгастский был даже лидером Виталийских братьев. В 1398 году герцога Барним был обязан отправить из Любека свои корабли для борьбы с пиратством в Балтийском море. Во время одной из экспедиций герцог был схвачен и возвращен на землю, после чего он не занимался разбоями на море.
В 1402 году герцог Барним Вольгастский с войском из 2400 человек выступил против города Любека. Вначале герцог разорил и разграбил городские окрестности. В решающей битве герцог Барним потерпел поражение от горожан, получив тяжелые раны. По данным современных исследователей, в битве погибло много рыцарей, а остальные спаслись бегством.
Скончался в 1405 году во время эпидемии чумы.

## Семья и дети
Барним VI был женат на Веронике, возможно, дочери Фридриха V, бургграфа Нюрнбергского (1333—1398), и Елизаветы Мейсенской (1329—1375). Супруги имели двух или трёх детей:
- Вартислав IX (ок. 1395 — 17 апреля 1457) — герцог Вольгастский и Померанский
- Барним VII (Старший) (1403 — 24 августа 1449/29 августа 1450) — герцог Вольгастский
- Елизавета (?) (ок. 1405—1473), — аббатиса в Круммине и Берген-на-Рюгене.